# HD55228
HD55228 — хімічно пекулярна зоря спектрального класу
F2 й має видиму зоряну величину в смузі V приблизно  8,2.